# Кёмюр, Мерт
Мерт Кёмюр (тур. Mert Kömür; родился 17 июля 2005) — немецкий футболист, полузащитник клуба «Аугсбург».

## Клубная карьера
Выступал за молодёжные команды клубов «Дахау 1865», «Мюнхен 1860» и «Аугсбург».
7 апреля 2024 года дебютировал в основном составе «Аугсбурга» в матче Бундеслиги против «Хоффенхайма».

## Карьера в сборной
Выступал за сборные Германии до 17, до 18 и до 19 лет.